# Leucanopsis racema
Leucanopsis racema är en fjärilsart som beskrevs av William Schaus 1905. Leucanopsis racema ingår i släktet Leucanopsis och familjen björnspinnare. Inga underarter finns listade i Catalogue of Life.